# Clinker

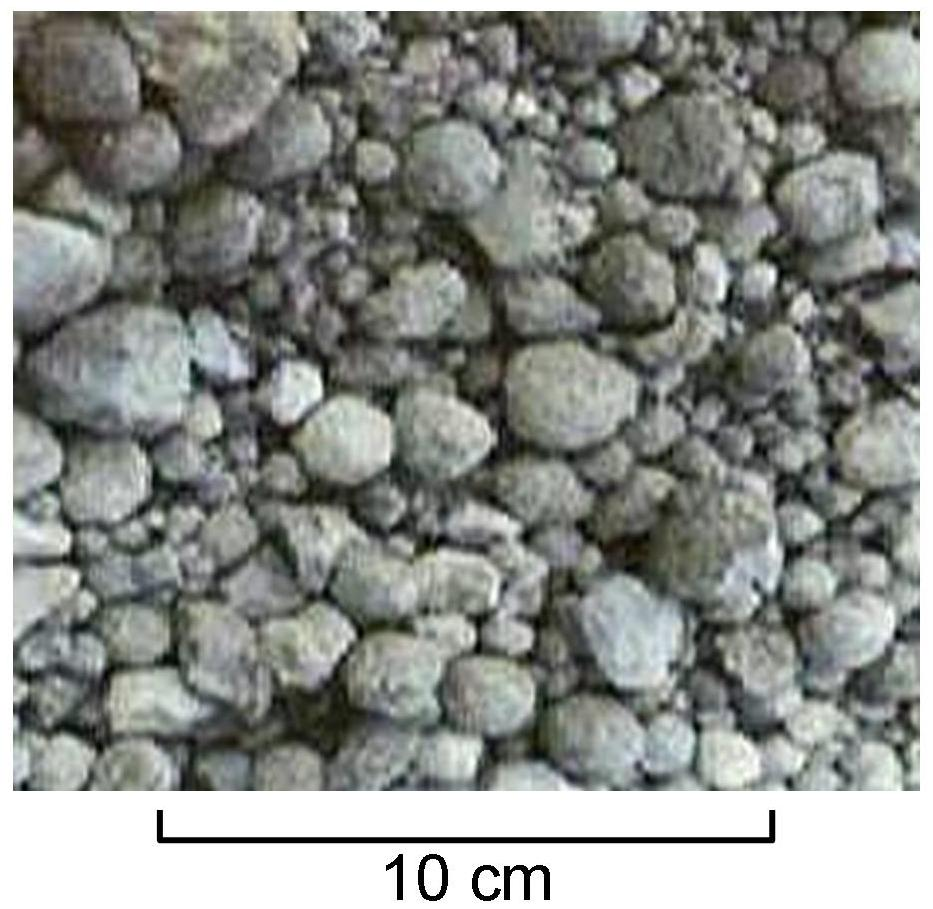
Típics nòdols de clinker

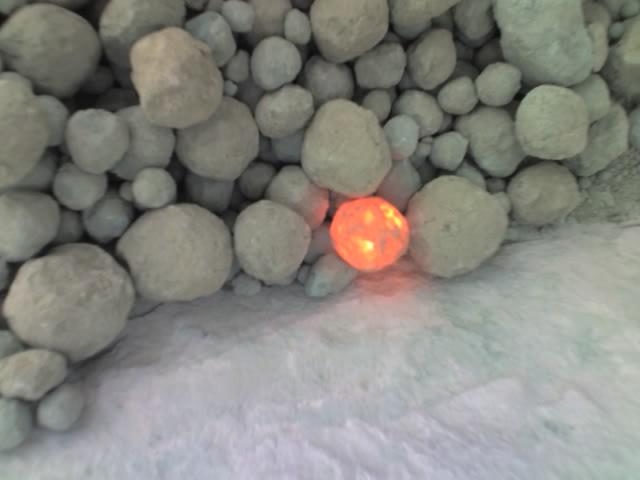
Clinker calent

El Clinker és una roca sintètica, usualment de 3 a 25 mm de diàmetre, a partir de la qual s'obté el ciment, després de moldre i mesclar-lo adequadament amb altres materials. L'element bàsic inicial en la sintetització a alta temperatura d'aquest material és la roca calcària, i en menor proporció altres materials com ara l'argila, el sílice, òxids de ferro i d'alumini, etc.